# Poslední dny
Poslední dny (v originále Last Days) je název filmu, který natočil Gus Van Sant. Film pojednává o posledních dnech života Kurta Cobaina, frontmana grungeové skupiny Nirvana, jak sám přežívá své poslední dny před smrtí v domě v lese, mezi tím co ho všichni hledají. Oficiální premiéru měl ve Spojených státech 22. července 2005. Hlavní roli ztvárnil Michael Pitt, který představuje právě Blakea (postavu inspirovanou Cobainem). Michael Pitt je mimo jiné také frontmanem v grungeové kapele Pagoda. Jejich tvorba je velice podobná Nirvaně. V době kdy Michaela vybrali do role Kurta Cobaina, měl zrovna stejně dlouhé vlasy jako Kurt. Ve filmu si mimo jiné zahrála i Kim Gordon z kapely Sonic Youth.

## Obsazení
- Michael Pitt jako Blake
- Lukas Haas jako Luke
- Asia Argento jako Asia
- Scott Patrick Green jako Scott
- Nicole Vicius jako Nicole
- Ricky Jay jako soukromý detektiv
- Ryan Orion jako Donovan
- Harmony Korine jako chlápek v klubu
- Rodrigo Lopresti jako člen kapely v klubu
- Adam a Andy Friberg jako Elders Friberg
- Thadeus A. Thomas jako prodejce Yellow Pages

## Děj
Následující text obsahuje spoilery.
Grunge rocker Blake unikne odvykačce a prochází hlubokým lesem k domu, plave přes jezero a pak si rozdělá oheň na noc. Druhý den se vrátí domů a převleče se. Prochází domem v ženských šatech a s brokovnicí v rukou, kterou ukazuje na spící spolubydlící Scotta, Lukea, Asii a Nicole. Po té je navštíven zástupcem časopisu Yellow Pages – Thadeusem Thomasem, který s ním mluví o umístění reklamy do nadcházející knihy. Následně zazvoní telefon od Kurtovo nahrávací společnosti, která mu říká, že on a jeho skupina musí udělat další turné a že je důležité, aby si rezervovali data, ale Kurt zavěsí. Vyjde po schodech nahoru a usne na podlaze v jednom z pokojů. Asie se probudí a najde ho, jak spí a v tom nějací dva mladíci zaklepou na dveře. Scott a Luke jim otevřou a oba chlapci s nimi mluví o jejich kostele dole v ulici. Kurt se opět převlékne a opustí dům. V tu chvíli, kdy uvidí dva mladé křesťany odcházet, se schová do zahradního altánku.
Scott, Luke, Asie a Nicole odjíždějí pryč a Kurt se vrátí zpět do domu. Jeho kamarád Donovan po boku se soukromým detektivem přichází do domu a Blake uteče, mezi tím, co se po něm shánějí. Čeká, až odjedou, než se zase vrátí zpět. Hraje na kytaru a bubny dokud ho nevyruší jeho režisérka (Kim Gordon), která se ho snaží přesvědčit aby šel s ní, ale Blake odmítá. V noci se vydává do rockového klubu, kde k němu přijede kamarád a vypráví mu o tom, jak šel na koncert Grateful Dead. Blake ale odchází ještě před tím, než přítel může dokončit vyprávění příběhu. Vrátí se domů, kde jeho přátelé tancují a Scott ho požádá o pomoc s jeho písní. Luke ho ale odvádí pryč s tím, že se Blakea nemůže na nic ptát, protože je mimo.
Scott řekne Lukovi, že zde byl Donovan se soukromým detektivem a že by měli odejít. Poté, co se Scott s Lukem vyspí, Blake naposledy hraje na kytaru, než vyrazí do zahradního altánku, kde tiše sedí a dívá se, jak jeho spolubydlící odchází. Strávili noc v domě jejich přítele. Druhý den se vzbudili a viděli zprávy, oznamující Blakeovu sebevraždu a to, jak elektrikář našel jeho tělo v altánku. Scott, Luke a Nicole nasednou do auta a ujíždějí po dálnici, zatímco Luke hraje na kytaru na zadním sedadle.
Poznámka: Film se odehrává částmi retrospektivně a velice málo se v něm mluví..